# Texas Theatre

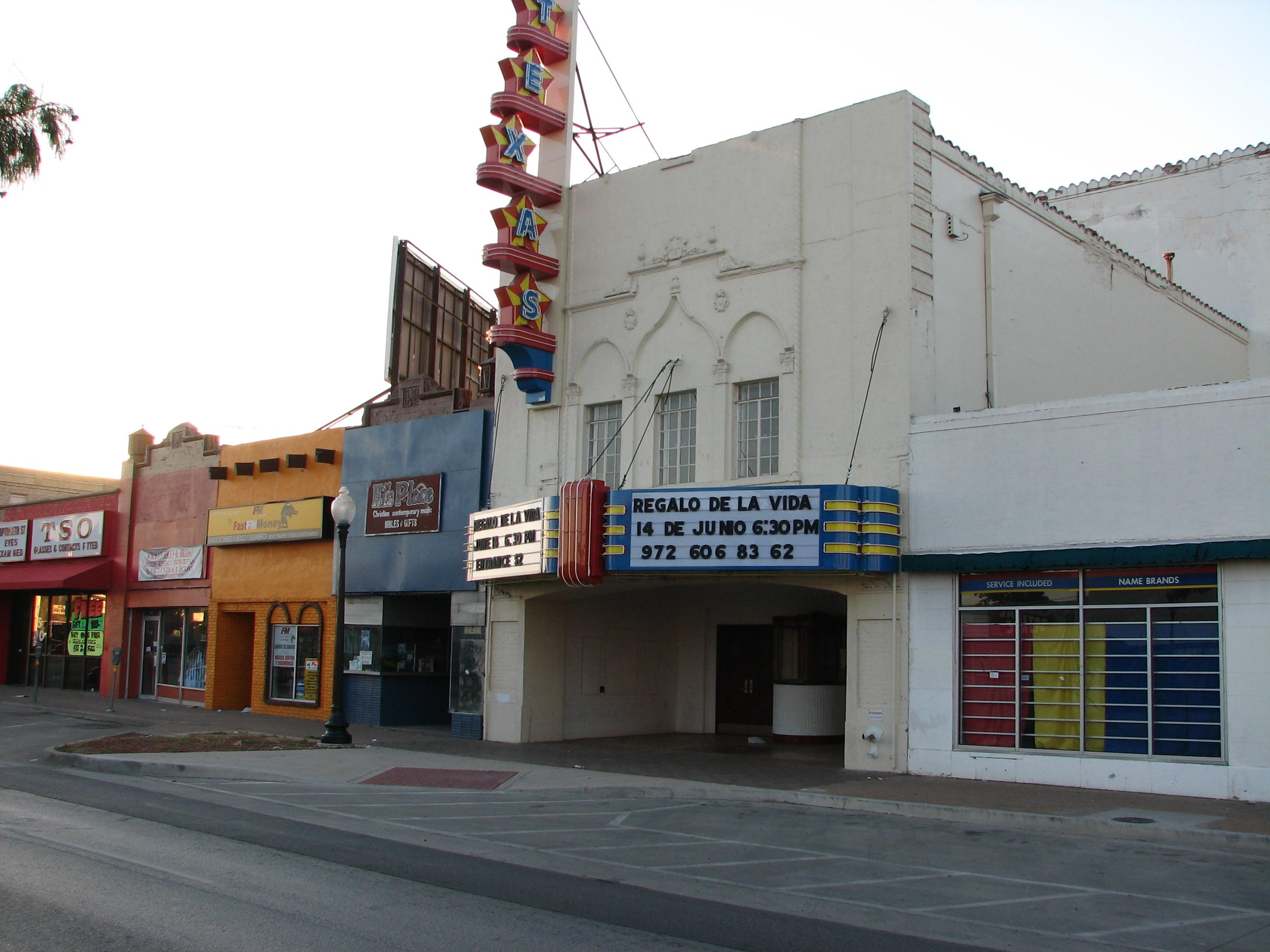
Texas Theatre v roce 2008

Texas Theatre je kino a zároveň historická památka nacházející se v texaském městě Dallas, konkrétně ve čtvrti Oak Cliff. Bylo dokončeno roku 1931 a ve své době se stalo největším kinem v celém městě. Texas Theatre patřil k řetězci kin vlastněných Howardem Hughesem a jako první v Dallasu bylo vybaveno v tehdejší době nepříliš často vídanou klimatizací a velmi pohodlnými sedadly.
Toto kino se stalo velmi známým díky tomu, že zde byl dne 22. listopadu 1963 po krátké bitce s policisty zatčen Lee Harvey Oswald, hlavní podezřelý ze spáchání atentátu na 35. prezidenta Spojených států Johna F. Kennedyho. Texas Theatre poté fungoval nepřetržitě až do roku 1989, kdy došlo k jeho uzavření. Následujícího roku jej však zakoupilo občanské sdružení Texas Theatre Historical Society (zkr. TTHS) a obnovilo jeho provoz. Roku 1990 se zde natáčely i některé scény pro film JFK od režiséra Olivera Stonea, který pojednává právě o atentátu na Johna Fitzgeralda Kennedyho a očima neworleanského státního návladního Jima Garrisona se snaží poskytnout vysvětlení „kdo a proč?“ tento čin spáchal. V roce 1992 se sdružení TTHS dostalo do finančních potíží, nebylo již nadále schopno provoz kina financovat a roku 1995 téměř kompletně vyhořelo.
Po několika letech chátrání se podařilo sehnat potřebné peníze a roku 2002 byla provedena celková rekonstrukce kina. Kino je od té doby opět v plném provozu pravidelně jsou zde promítány filmy a konají se zde též různé kulturní akce.